# Mala Reka (Bajina Bašta)
Pour les articles homonymes, voir Mala Reka.
Mala Reka (en serbe cyrillique : Мала Река) est un village de Serbie situé dans la municipalité de Bajina Bašta, district de Zlatibor. Au recensement de 2011, il comptait 428 habitants.

## Démographie
| 1948 | 1953 | 1961 | 1971 | 1981 | 1991 | 2002 | 2011 |
| ---- | ---- | ---- | ---- | ---- | ---- | ---- | ---- |
| 698  | 825  | 755  | 714  | 616  | 527  | 489  | 428  |

|  |